# Continuum International Publishing Group
Continuum International Publishing Group fue un editor académico de libros con oficinas editoriales en Londres y Nueva York. Fue adquirido por Nova Administración Capital en 2005. En julio de 2011 estaba por encima de Bloomsbury Publishing en el número de publicaciones. En septiembre de 2012, todas las publicaciones nuevas de Continuum se empezaron a publicar bajo el nombre de Bloomsbury (Bloomsbury Academic).

## Imprentas
- Burns & Oates
- Hambledon Continuum - La historia que publica imprint
- T&T Clark
- Thoemmes Prensa